# Conseil européen des 19 et 20 juin 2000
Le Conseil européen de Santa Maria da Feira s'est déroulé les 19 et 20 juin 2000. Dans le cadre de sa vision de la Société de l'information, il approuve le plan d'action eEurope 2002. L'entrée de la Grèce dans la zone euro a été prise lors de ce sommet. C'est également à cette occasion que le statut de candidat potentiel est reconnu à l'Albanie, lui permettant de démarrer une procédure d'adhésion.

## Compléments